# Henk Rubingh
Henk Rubingh (1955) is een Nederlandse violist.

## Studies
Rubingh werd in 1954 geboren te Veendam en kreeg zijn eerste vioollessen van Age Koning. Hij was toen zeven jaar. Van 1972 tot 1978 ging hij in de leer bij Jeanne Lemkes-Vos  aan het Conservatorium van Groningen, het tegenwoordige Prins Claus Conservatorium. Hij maakte zijn studies af bij prof. Rainer Kussmaul aan de Hochschule für Musik Freiburg. In 1981 ontving hij de Prix d'excellence.

## Loopbaan
Rubingh begon zijn loopbaan als tweede concertmeester van het Noordelijk Filharmonisch Orkest, later Noord Nederlands Orkest genoemd.
In 1984 werd hij op uitnodiging van Jaap van Zweden lid van het Koninklijk Concertgebouworkest in Amsterdam, en vanaf 1989 is hij eerste aanvoerder van de tweede violen.
Ook als kamermuziekspeler is hij actief. Van 2005 tot 2011 was hij concertmeester van het Concertgebouw Kamerorkest en hij is concertmeester van de Amsterdamse Bachsolisten. Met deze orkesten heeft hij een uitgebreid palmares van optredens in talrijke festivals in Europa, Noord- en Zuid-Amerika, China, Zuid-Korea en Japan.
In 2012 werd, met musici van het Koninklijk Concertgebouworkest een nieuw kamerorkest opgericht onder de naam Camerata RCO (Camerata Royal Concertgebouw Orchestra). Rubingh is een van de oprichters. Dit ensemble, met flexibele bezetting, bouwt een repertoire uit met werken gaande van de barok tot hedendaagse composities.
Rubingh bespeelt een Joseph Guarnerius del Gesù, Cremona 1736, die hem in bruikleen is gegeven door het Nationaal Muziekinstrumenten Fonds.

## Discografie
Rubingh heeft aan talrijke platenopnamen meegewerkt met de hierboven vermelde orkesten, hetzij als medespeler, hetzij als solist. Hieronder een selectie.
- Jean-Marie Leclair - 6 sonates voor twee violen - Henk Rubingh en Rudolf Koelman, Nationaal Muziekinstrumentenfonds, (1998)
- De Vier Seizoenen van Antonio Vivaldi - door Janine Jansen, Henk Rubingh en anderen, Lente, Concerto for Violin in E major, Op. 8 no 1/RV 269 (2005)
- De vioolconcerten van J.S. Bach (BWV 1042, 1052 en 1052R, 1056) - solist Henk Rubingh, met de Amsterdam Bach Soloists, onder leiding van violist Thomas Zehetmair (2009)